# Concepción (provins)
Concepción (Provincia de Concepción) är en av de nio provinser som utgör Juníndepartementet i Peru. Det gränsar i norr till Jauja, i öster till Satipo, i söder till Huancayo och Chupaca, och i väster till Lima.

## Historia
Provinsen bildades 1857, under president Ramón Castillas regering.

## Geografi
Ytan uppgår till 3068 km². Enligt folkräkningen 2017 hade provinsen en befolkning av 55 591 personer.

## Centralort
Centralort i provinsen är staden Concepción.

## Administrativ indelning
Provinsen Concepción är indelad i femton distrikt:
| Distrikt i provinsen Concepción | Distrikt i provinsen Concepción | Distrikt i provinsen Concepción | Distrikt i provinsen Concepción | Distrikt i provinsen Concepción |
| Ubigeo                          | Distrikt                        | Centralort                      | Grundat                         | Folkmängd 2017                  |
| ------------------------------- | ------------------------------- | ------------------------------- | ------------------------------- | ------------------------------- |
| 120201                          | Concepción                      | Concepción                      | 1962-02-02                      | 15 428                          |
| 120202                          | Aco                             | Aco                             | 1941-02-28                      | 1 642                           |
| 120203                          | Andamarca                       | Andamarca                       | 1946-07-20                      | 3 502                           |
| 120204                          | Chambara                        | Chambara                        | 1932-10-31                      | 2 550                           |
| 120205                          | Cochas                          | Cochas                          | 1963-08-21                      | 1 923                           |
| 120206                          | Comas                           | Comas                           | *)                              | 5 377                           |
| 120207                          | Heroínas Toledo                 | San Antonio de Ocopa            | 1912-11-22                      | 972                             |
| 120208                          | Manzanares                      | San Miguel                      | 1962-04-24                      | 1478                            |
| 120209                          | Mariscal Castilla               | Mucllo                          | 1965-03-26                      | 1 394                           |
| 120210                          | Matahuasi                       | Matahuasi                       | 1962-02-09                      | 5 537                           |
| 120211                          | Mito                            | Mito                            | *)                              | 1 382                           |
| 120212                          | Nueve de Julio                  | Santo Domingo del Prado         | 1917-11-19                      | 2 287                           |
| 120213                          | Orcotuna                        | Orcotuna                        | 1962-04-06                      | 4 738                           |
| 120214                          | San José de Quero               | San José de Quero               | 1965-01-29                      | 5 398                           |
| 120215                          | Santa Rosa de Ocopa             | Santa Rosa                      | 1871-01-12                      | 1 983                           |

*)Grundades under kolonialtiden.

## Sevärdheter
- Konventet Santa Rosa de Ocopa
- Iglesia Matriz i staden Concepción
- Sitio arqueológico de Ocupi
- Sitio arqueológico de Coto Coto
- Sjön Pomacocha
- Iglesia Matriz i Mito